# Teatro Ed Sullivan
O Teatro Ed Sullivan é um teatro localizado nos números 1697 a 1699 da Avenida Broadway, entre a West 53rd e a West 54t', no Theater District em Manhattan, Nova York. O teatro tem sido usado como local para transmissões ao vivo e gravadas da CBS desde 1936.
É historicamente conhecido como a casa do The Ed Sullivan Show e o local da segunda e terceira aparições de Elvis Presley, além de ter sido palco para estreia dos Beatles nos Estados Unidos. Desde 1993, é o lar do talk show noturno da CBS, The Late Show. A CBS começou a usar o teatro durante o período que teve David Letterman como apresentador, até ser substituído por Stephen Colbert que assumiu o programa em 2015. Está no Registro Nacional de Lugares Históricos, e seu interior foi designado como um marco pela Comissão de Preservação de Marcos da Cidade de Nova Iorque.

## Primeiros décadas
O edifício de escritórios possui 13 andares, tijolo marrom de terracota com um teatro no andar térreo, foi projetado pelo arquiteto Herbert J. Krapp. Foi construído por Arthur Hammerstein entre 1925 e 1927, e foi nomeado Teatro de Hammerstein depois que seu pai, Oscar Hammerstein I, faleceu. O interior neogótico contém vitrais em arco pontudo com cenas das produções de ópera de Hammerstein. A primeira produção no teatro foi o musical Golden Dawn de três horas, o segundo protagonista masculino foi Cary Grant, que ainda usava seu nome de nascimento, Archie Leach. Arthur Hammerstein faliu em 1931 e perdeu a propriedade do edifício.
Mais tarde, recebeu o nome de Manhattan Theatre, Billy Rose's Music Hall. Na década de 1930, tornou-se uma boate. Depois que a CBS obteve um arrendamento de longo prazo da propriedade, a rede de rádio começou a transmitir a partir dali em 1936, se mudando portanto das instalações de transmissão que havia arrendado dos estúdios da NBC em Radio City. O arquiteto William Lescaze renovou o interior, mantendo quase todo o design da Krapp, mas cobrindo muitas paredes com painéis brancos suaves, e seu trabalho ganhou elogios da revista Architectural Forum. A transmissão de estreia foi Major Bowes Amateur Hour. O teatro teve vários nomes durante a locação da rede, incluindo Radio Theatre #3 e CBS Radio Playhouse. Foi convertido para a televisão em 1950, quando se tornou o CBS-TV Studio 50 . No início e meados dos anos 50, o teatro foi palco de muitas das transmissões ao vivo de The Jackie Gleason Show.

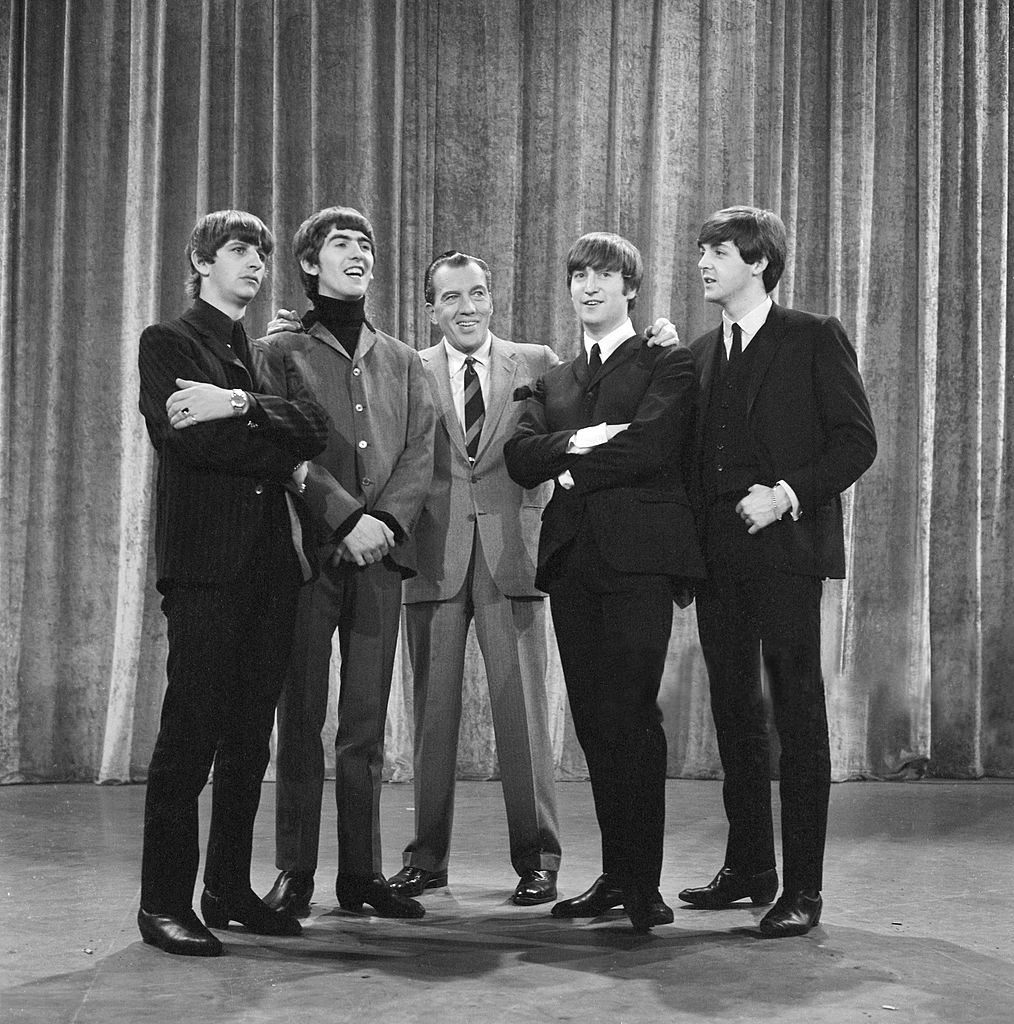
Ed Sullivan com os Beatles em 1964.

O colunista e empresário de jornais Ed Sullivan, que havia começado a apresentar seu programa de variedades Toast of the Town, o renomeou para The Ed Sullivan Show, no Maxine Elliott Theatre (CBS Studio 51) que ficava na West 39th Street em 1948, se mudando para o Studio 50 alguns anos mais tarde. O teatro foi então renomeado oficialmente para Ed Sullivan no final de sua transmissão "20th Anniversary Celebration" em 10 de dezembro de 1967.
Na década de 1960, o Studio 50 foi um dos locais mais movimentados da CBS, sendo usado não apenas no programa de Sullivan, mas também para o The Merv Griffin Show, além de vários outros shows. Em 1965, o Studio 50 foi convertido em cores, e o primeiro episódio colorido do The Ed Sullivan Show se originou no teatro em 31 de outubro de 1965 (O programa se originou da CBS Television City em cores nas seis semanas anteriores, enquanto o equipamento de cores estava em uso). Um episódio colorido anterior do programa teve origem no Studio 72 na Broadway no dia 22 de agosto de 1954.) What's My Line?, To Tell the Truth e Password também foram gravados no mesmo estúdio depois que a CBS começou a transmitir regularmente em cores; anteriormente, eles haviam sido gravados no Studio 52, que mais tarde se tornou o Studio 54. O primeiro episódio de transmissões regulares a cores de What's My Line? foi transmitido ao vivo em 11 de setembro de 1966.
O Ed Sullivan Theatre também foi o primeiro lar do The $10,000 Pyramid, com seu enorme tabuleiro de fim de jogo situado na parte traseira do palco, em 1973. Outros shows de curta duração produzidos no Ed incluíram o Musical Chairs com o cantor Adam Wade (1975), Shoot For The Stars com Geoff Edwards (1977) (que foi um programa da NBC) e Pass the Buck com Bill Cullen (1978).
O arrendamento da CBS no prédio expirou em 1981 e tornou-se uma instalação da Teletape Studios. Como tal, se tornou o local de gravações da sitcom Kate & Allie, que foi exibida entre 1984 e 1989, bem como palco do início do programa de entrevistas Livewire, da Nickelodeon Em 1990, David Niles assinou um contrato de locação com o teatro para abrigar seu estúdio de HDTV e seu novo show da Broadway, o musical Dreamtime . Em 17 de outubro de 1992, um especial da NBC comemorando os 25 anos de Phil Donahue na televisão foi gravado no teatro. No mês seguinte, a NBC News usou o teatro para sua cobertura das eleições de novembro de 1992.

## Late Show with David Letterman

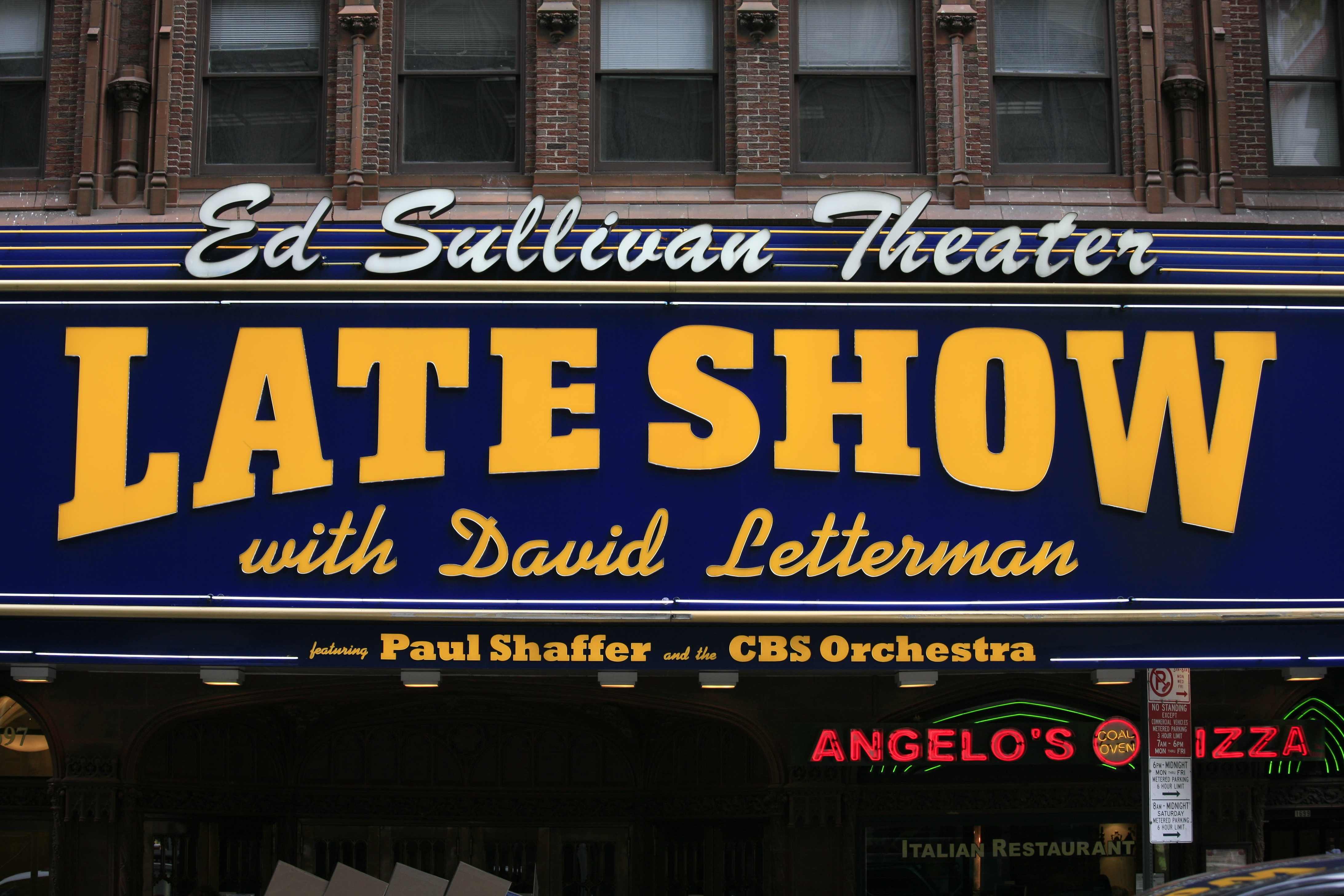
Marquise do teatro com letreiro do programa de Letterman.

Quando David Letterman mudou saiu da NBC e foi para a CBS, a CBS então comprou o teatro em fevereiro de 1993 da Winthrop Financial Associates de Boston por US$ 4,5 milhões, transformando-o no local de transmissão de seu novo programa, Late Show with David Letterman. O inquilino da época,  Dreamtime, recebeu quatro semanas para desocupar o teatro. Devido à falta de recursos para mudar o espetáculo de lugar e também à falta de um teatro equivalente disponível na Broadway, o Dreamtime foi encerrado. A rápida venda do edifício renderam ao corretor de imóveis o prêmio Henry Hart Rice Achievement pelo negócio mais engenhoso do ano em 1993.
O teatro foi reconfigurado em um estúdio de televisão, com ajustes de iluminação e som; o número de assentos foi reduzido de 1.200 para 400. Durante a reforma, os vitrais foram removidos e armazenados pela CBS em um acordo com a Comissão de Preservação de Marcos da Cidade de Nova York; as aberturas das janelas estavam cobertas com material acústico. A firma de arquitetura que fez o trabalho, a Polshek Partnership, observa em seu site que "para preservar a integridade arquitetônica do marco, todas as intervenções são reversíveis".
Em 2005, foram necessários quase quatro meses para modernizar o teatro com os cabos e equipamentos necessários para a transmissão de televisão de alta definição. A empresa de produção da Letterman Worldwide Pants teve seus escritórios no prédio do teatro de 1993 até pouco depois da saída de Letterman do Late Show em 2015.

## The Late Show with Stephen Colbert

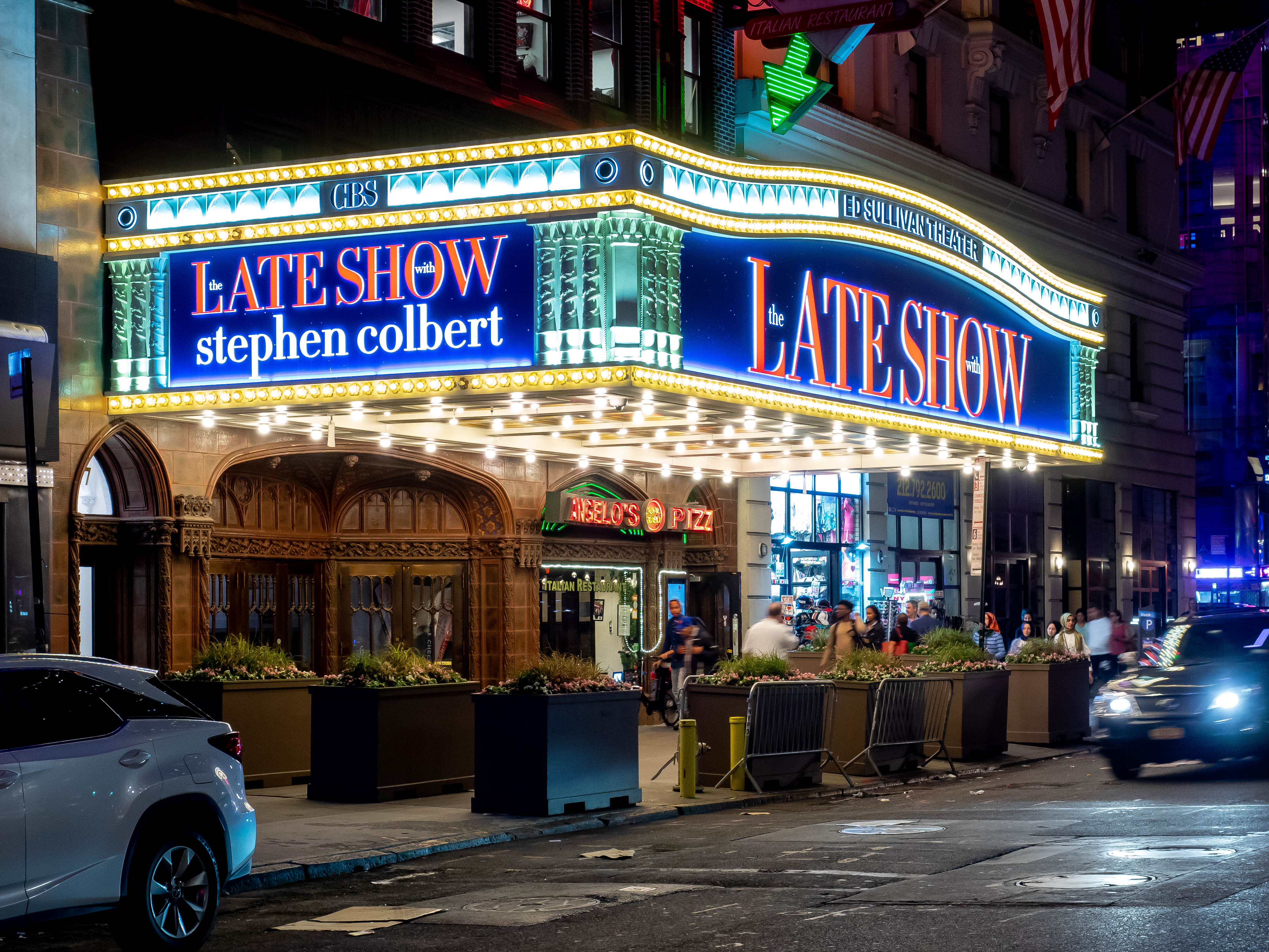
Marquise do teatro com o letreiro de Colbert iluminado.

O sucessor de Letterman, Stephen Colbert, continua transmitindo o The Late Show with Stephen Colbert no Ed Sullivan Theatre, embora tenham sido feitas extensas reformas entre os mandatos dos dois anfitriões. A remoção do cenário de Letterman ocorreu apenas algumas horas após seu último show, em 20 de maio de 2015. A marquise com o letreiro de Letterman também foi removida e temporariamente substituída por uma faixa que promovia o restaurante Angelo's Pizza ao lado do teatro, tendo Colbert posando com uma fatia de pizza.
O teatro passou por uma restauração completa, incluindo uma exposição da cúpula do teatro, coberta por dutos de ar e amortecedores de som, a reinstalação dos vitrais originais, que foram removidos e armazenados durante a época de Letterman e a restauração de um lustre de madeira com câmaras de vidro colorido que abrigam suas lâmpadas. A restauração foi possível devido aos avanços da tecnologia que permitiram menos equipamentos de som e vídeo para encobrir os detalhes arquitetônicos do auditório. O executivo da CBS Richard Hart explicou que Colbert estava inicialmente hesitante em usar o teatro, mas pediu a restauração depois que ele foi informado sobre a cúpula enquanto visitava a instalação.
Colbert descreveu seu novo cenário como sendo "íntimo"; ele possui um design de várias camadas, com amplo uso da iluminação e projeção de vídeo em LED e uma área de mesa maior que a de Letterman. Exposta para o novo show, a cúpula de Sullivan é iluminada com um sistema de projeção digital usado para exibir imagens acima do teatro, como um padrão caleidoscópico com imagens do rosto de Colbert e o logotipo da CBS. Novos assentos de audiência maiores foram instalados, reduzindo a capacidade geral de 461 para 370. A nova tenda do teatro foi projetada para ter uma aparência "chamativa" apropriada para a Broadway.

## Outros usos
O teatro já recebeu a maioria das finais de Nova York do reality show Survivor.
No século XXI, o teatro já recebeu alguns concertos no telhado ou no marquise de alguns músicos:
- Dave Matthews Band em 15 de julho de 2002
- Audioslave em 25 de novembro de 2002 (their debut live appearance)[19]
- Phish em 21 de junho de 2004[20]
- Paul McCartney em 15 de julho de 2009[21]
- Eminem e Jay-Z em junho de 2010[22]

Em 9 de fevereiro de 2014, na comemoração dos 50 anos da primeira apresentação dos Beatles no Ed Sullivan, a CBS News promoveu uma mesa redonda no teatro. Anthony Mason moderou o painel, composto por Pattie Boyd, Neil Innes, Mick Jones, Tad Kubler, John Oates, Andrew Oldham, Nile Rodgers e Julie Taymor. Uma réplica do palco do teatro, como parecia na noite da apresentação original, também encobriu o cenário do Late Show de David Letterman naquele fim de semana. David Letterman entrevistou Paul McCartney e Ringo Starr no teatro como parte de um tributo especial ao Grammy que foi ao ar na CBS na mesma época.